# (73569) 4659 P-L
(73569) 4659 P-L – planetoida z pasa głównego asteroid okrążająca Słońce w ciągu 5,39 lat w średniej odległości 3,07 j.a. Odkryta 24 września 1960 roku.